# Mistrz Akwizgrańskich Drzwi
Mistrz Akwizgrańskich Drzwi (j. niem. Meister des Aachener Marienlebens, Meister der Aachener Schranktüren, Meister der Aachener Tafeln) – anonimowy malarz niemiecki czynny w drugiej połowie XV wieku w Kolonii i Akwizgranie. 
Obok Mistrza Ołtarza z Akwizgranu i Mistrza Życia Marii był jednym z głównych przedstawicieli sztuki późnego gotyku w Kolonii, którego styl wpłynął na późniejszych artystów tego regionu. Prawdopodobnie był uczniem Mistrza Życia Marii (z którym jest identyfikowany), przez co w jego pracach odnaleźć można wpływy niderlandzkie; w jego portrecie ślubnym z 1470 roku widać podobieństwo do Portretu małżonków Arnolfinich Jana van Eycka.

## Przypisywane prace

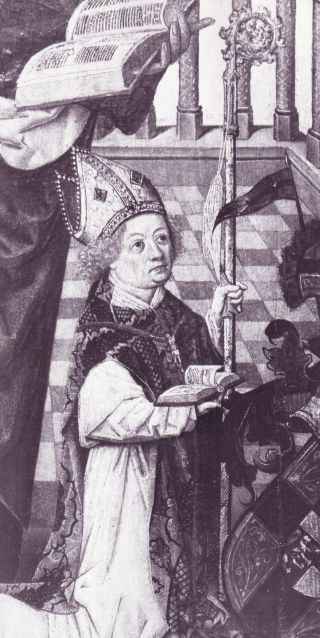
Biskup Hermanne von Hessen (fragment)